# ジェーン・ニシダ
ジェーン・トシコ・ニシダ（Jane Toshiko Nishida、1955年4月26日 - ）は、アメリカ合衆国の弁護士、政府関係者である。環境保護庁(EPA)国際・部族問題局の首席副長官補であり、2021年1月より3月まで環境保護庁長官代行を務めた。

## 若年期と教育
1955年4月26日にメリーランド州ベセスダで生まれた。1977年にルイス&クラークカレッジで学士(BA)を、1980年にジョージタウン大学ローセンターで法務博士号(JD)を取得した。

## キャリア
1981年から1984年までメリーランド州議会の法律顧問を務めた後、1991年まで州知事立法局に勤務した。1991年から1995年までチェサピーク湾財団の事務局長を務めた。1995年3月27日から2002年4月26日までメリーランド州環境庁長官を務めた。その後、世界銀行のシニア環境スペシャリストに就任し、2011年より環境保護庁に勤務した。